# Gokusai
Albums de Mucc
6
(2006) Worst of Mucc
Best of Mucc
(2007)
Singles
1. Gerbera
Sortie : 15 février 2006
2. Ryūsei
Sortie : 24 mai 2006
3. Utagoe
Sortie : 23 août 2006
4. Horizont
Sortie : 8 novembre 2006

Gokusai (極彩) est le septième album du groupe de rock japonais Mucc. Il est sorti le 6 décembre 2006 au Japon et le 23 février 2007 en Europe. La première édition était accompagnée d'un CD comprenant deux bonus tracks.

## Liste des titres
| No  | Titre                                                  | Paroles        | Musique        | Durée |
| --- | ------------------------------------------------------ | -------------- | -------------- | ----- |
| 1.  | Rave Circus Instrumental (レイブサーカス instrumental) |                | Miya           | 1:42  |
| 2.  | Gokusai (極彩)                                         | Miya           | Miya           | 4:30  |
| 3.  | Nageki no Kane (嘆きの鐘)                              | Miya           | Miya           | 4:00  |
| 4.  | Utagoe (謡声)                                          | Tatsurou       | Satochi        | 4:04  |
| 5.  | Gekkō (月光)                                           | Miya           | Miya           | 3:58  |
| 6.  | Panorama (パノラマ)                                    | Tatsurou       | Satochi        | 4:16  |
| 7.  | Gerbera (ガーベラ)                                     | Tatsurou       | Miya           | 3:50  |
| 8.  | Risky Drive (リスキードライブ)                         | Tatsurou       | Miya           | 2:58  |
| 9.  | Kinsenka (キンセンカ)                                  | Satochi        | Satochi        | 4:30  |
| 10. | D.O.G. (ディーオージー)                                | Tatsurou       | Tatsurou, Miya | 3:09  |
| 11. | Nijūgoji no Yūutsu (25時の憂鬱)                        | Tatsurou       | Miya           | 6:02  |
| 12. | Horizont (ホリゾント)                                  | Tatsurou, Miya | Yukke, Miya    | 3:54  |
| 13. | Yasashii Uta (優しい歌)                                | Miya           | Miya           | 4:54  |
| 14. | Ryūsei (流星)                                          | Tatsurou       | Miya           | 4:38  |
| 15. | G.M.C (bonus track)                                    |                |                | 3:45  |
| 16. | Gerbera Surf Ver. (bonus track)                        | Tatsurou       | Miya           | 3:52  |